# 폴 니컬스
폴 니컬스(Paul Nicholls, 1979년 4월 12일 ~ )는 잉글랜드의 배우이다.

## 출연 작품
- 이프 온리